# José Froilán González
José Froilán González (Arrecifes, 5 de outubro de 1922 — Buenos Aires, 15 de junho de 2013) foi um piloto de automóveis argentino, tendo participado dos primeiros anos do Campeonato Mundial de Fórmula 1 entre 1950 e 1960). 

## Vida
O apelido de José Froilán Gonzalez, dado pelos fãs ingleses, foi “Os Pampas Bull”, devido ao seu estilo de condução agressivo. Ele disputou 26 Grandes Prêmios, obtendo duas vitórias, Três pole positions e seis melhores voltas, totalizando 78,64 pontos. Pilotou para Maserati, Ferrari, Talbot Lago, Vanwall e Lancia. Gonzalez nunca contestou um campeonato completo do mundo, apesar de ser um piloto Ferrari e Maseratti fábrica - facilitando fora suas atividades de corrida após a morte do compatriota Onofre Marimón em Nurburgring, em 1954, duas semanas depois de conquistar seu segundo Grande Prêmio da Inglaterra.
Um dia, Gonzalez o piloto da Ferrari, disse a seguinte anedota: "Um par de dias antes do GP britânico Juan me mandou para a pista de Silverstone com um Alfa, ele me disse depois que ele havia estudado a trilha, “Acho que desta vez você vai ganhar." Para esta corrida, a uma distância de 400 km, o 375 F1 foram equipados com um motor de 12 cilindros, o que permitiu a equipe para ter um pit stop a menos e aplicação da estratégia de uma parada, em contraste com os seus concorrentes. A estratégia de uma parada foi possibilitada com a 375 F1 motor naturalmente aspirado, que consumiram menos gasolina do que os motores sobrealimentados a Alfa Romeo. Sua estreia de uma parada no pit-stop se deu no Grande Prêmio de Mônaco de 1950, pilotando uma Maseratti comprada pela equipe italiana Achille Varzi. Então González já era um piloto respeitado entre seus colegas, tendo como principal incentivador Juan Manuel Fangio. Seu prestígio lhe rendeu uma vaga como piloto oficial da Ferrari no ano seguinte.
Em 1951, González viveu os melhores momentos de sua carreira. No terceiro Grande Prêmio da temporada, em Silverstone, obteve sua primeira vitória - e a primeira vitória da história da Ferrari na Fórmula 1. Sua consistência (subiu ao pódio em cinco das seis provas do ano) o levou ao terceiro lugar no campeonato, atrás de Juan Manuel Fangio e Giuseppe Farina, novamente em Silverstone, obtendo o segundo lugar. Em 1953 sua equipe lhe cedeu condições para correr a temporada inteira, e o argentino subiu ao pódio mais três vezes em seis corridas.
Em 1954, González voltou à Ferrari, e mais uma vez obteve bom desempenho, conquistando sua segunda e última vitória novamente em Silverstone. Neste mesmo ano, venceu as famosas 24 Horas de Le Mans ao lado do francês Maurice Trintignant. A partir de então González não disputou mais campeonatos completos na Fórmula 1, atuando apenas como convidado, principalmente nas provas na Argentina. Em 1955, disputou o Grande Prêmio da Argentina pela Ferrari, chegando em segundo. Em 1956, Maseratti e Vanwall lhe ofereceram uma vaga para uma prova cada, nas quais o argentino teve problemas mecânicos. Em 1957, fizera o que teria sido sua última participação na Fórmula 1 pela Lancia, novamente na Argentina, terminando em 5º lugar. Mas voltaria três anos depois, como convidados da Ferrari para o Grande Prêmio em Buenos Aires, desta vez terminando em décimo e encerrando sua carreira.
González é até hoje um dos ícones do automobilismo argentino, respeitado por alguns críticos como "um piloto quase tão bom quanto Fangio". Froilán González se tornou patrono de várias gerações de pilotos argentinos que, com sua ajuda, puderam exibir-se nos campeonatos europeus e atualmente galgar uma vaga na Fórmula 1. Foi o homem que deu a Enzo Ferrari a sua primeira vitória na Fórmula 1, e os ingleses o apelidaram de "Pampas Bull". No passado dia 5 de outubro, comemorou mais um aniversário natalício. Falo de José Froilán Gonzalez.[carece de fontes?]

## Todos os Resultados de José Froilan González na Fórmula 1
(Legenda: Corridas em negrito indica pole position e corridas em itálico indica volta mais rápida)
| Temporada | Equipe                    | Chassis             | Motor        | 1       | 2       | 3       | 4       | 5      | 6       | 7      | 8       | Pontos         | Classificação |
| --------- | ------------------------- | ------------------- | ------------ | ------- | ------- | ------- | ------- | ------ | ------- | ------ | ------- | -------------- | ------------- |
| 1960      | Scuderia Ferrari          | Ferrari D246        | Ferrari V6   | ARG 10º |         |         |         |        |         |        |         | 0              | NC (45º)      |
| 1957      | Scuderia Ferrari          | Ferrari 801         | Ferrari V8   | ARG 5º2 |         |         |         |        |         |        |         | 1              | 22º           |
| 1956      | Maserati                  | Maserati 250F       | Maserati L6  | ARG Ret |         |         |         |        |         |        |         | 0              | NC (55º)      |
| 1956      | Vanwall                   | Vanwall VW2         | Vanwall L4   |         |         |         |         |        | GBR Ret |        |         | 0              | NC (55º)      |
| 1955      | Scuderia Ferrari          | Ferrari 625         | Ferrari L4   | ARG 2º5 |         |         |         |        |         |        |         | 2              | 20º           |
| 1954      | Scuderia Ferrari          | Ferrari 625         | Ferrari L4   | ARG 3º  |         | BEL 4º2 |         | GBR 1º | ALE 2º2 | SUI 2º | ITA 3º2 | 25.141 (26.64) | 2º            |
| 1954      | Scuderia Ferrari          | Ferrari 553         | Ferrari L4   |         |         |         | FRA Ret |        |         |        |         | 25.141 (26.64) | 2º            |
| 1953      | Officine Alfieri Maserati | Maserati A6GCM      | Maserati L6  | ARG 3º  |         | PAB 3º2 | BEL Ret | FRA 3º | GBR 4º3 |        |         | 13.51 (14.5)   | 6º            |
| 1952      | Officine Alfieri Maserati | Maserati A6GCM      | Maserati L6  |         |         |         |         |        |         |        | ITA 2º3 | 6.5            | 9º            |
| 1951      | José Froilán González     | Talbot Lago T26C-GS | Talbot L6    | SUI Ret |         |         |         |        |         |        |         | 241 (27)       | 3º            |
| 1951      | Scuderia Ferrari          | Ferrari 375         | Ferrari V12  |         |         |         | FRA 2º2 | GBR 1º | ALE 3º  | ITA 2º | ESP 2º  | 241 (27)       | 3º            |
| 1950      | Scuderia Achille Varzi    | Maserati 4CLT/48    | Maserati L4c |         | MON Ret |         |         |        | FRA Ret |        |         | 0              | NC (56º)      |

- ↑1  Nos descartes
- ↑2  Ele dividiu os pontos com um piloto.
- ↑3  Ele dividiu 1 ponto com um piloto que também fez a volta mais rápida. González levou 0.5 ponto.
- ↑4  Ele dividiu 1 ponto com 7 pilotos que também fizeram a volta mais rápida no Grande Prêmio da Grã-Bretanha de 1954. González levou 0.1 ponto.
- ↑5  Ele dividiu os pontos com dois pilotos no Grande Prêmio da Argentina de 1955: o italiano Giuseppe Farina e o francês Maurice Trintignant. González levou 2 pontos.

## Resultados nas24 Horas de Le Mans
| Ano  | Equipe              | Automóvel         | Co-piloto           | Posição | Status         |
| ---- | ------------------- | ----------------- | ------------------- | ------- | -------------- |
| 1950 | Automobiles Gordini | Gordini T15S      | Juan Manuel Fangio  | DNF     | Ignição        |
| 1951 | Henri Louveau       | Talbot-Lago T26GS | Onofre Marimón      | DNF     | Cooler         |
| 1953 | Scuderia Lancia     | Lancia D20        | Clemente Biondetti  | DNF     | Motor          |
| 1954 | Scuderia Ferrari    | Ferrari 375 Plus  | Maurice Trintignant | 1º      | Vitória global |